# Манастир Светог Симеона Столпника у Содерцу
Манастир Содерце је је смештен у Содерцу код Врању. Манастир je Српске православне цркве и припада епархији врањској.
На основу Хиландарске повеље сазнајемо да је за време владавине светог краља Стефана Дечанског, сазидао кнез Балдовин, а манастир Светог оца Николаја у Врању, са селима Собина, Катун и Содерце, његов син жупан Маљушт. За време владавине краља Душана манастир Светог Николе у Врању је поклоњен манастиру Хиландару то јест, постаје метох манастира Хиландара.
Положај манастира знатно изнад села, уз планински поток, и његове западним зидом уз стену приљубљене цркве могао би указивати на старо култно место. Иако се на основу предања говори о средњовековном пореклу манастира, оно што се овде данас види резултат је темељите обнове изведене 1871. године.
Како је у врањској околини сачувано мноштво цркава управо из тог периода, заједничке одлике налазимо са архитектуром постојећег манастирског храма. Прилагођена конфигурацији терена, црква има главни улаз с југа, коме претходи дрвени трем, и још један с северне стране.